# Фридрих фон Йотинген
Фридрих фон Йотинген (на немски: Friedrich von Öttingen; * ок. 1453/1459; † 3 март 1490) от фамилията на графовете на Йотинген в Швабия, Бавария е 54. епископ на Пасау (1485 – 1490).
Той е син на граф Вилхелм I фон Йотинген († 1467) и съпругата му Беатриче дела Скала († 1466), дъщеря на Паоло дела Скала, господар на Верона († 1441), който живее в Бавария с името „фон дер Лайтер“, и съпругата му графиня Амалия фон Фрауенберг-Хааг († 1459). Брат е на Йохан II († 1519), граф на Йотинген, господар на Конде, и Волфганг I († 1522), граф на Йотинген.
На 2 декември 1485 г. Фридрих фон Йотинген е избран за епископ на Пасау и на 15 февруари 1486 г. е признат за такъв.